# 全孟地區民主黨
全孟地區民主黨（緬甸語：縮寫AMRDP）是一個緬甸政黨，主要代表孟族的利益。

## 歷史
在2010年缅甸议会选举中，該黨贏得了16席。其中包括下議院的3席、上議院的4席以及地區議會的9席。 